# UNESCO
Organizacja Narodów Zjednoczonych do spraw Edukacji, Nauki i Kultury, UNESCO (ang. United Nations Educational, Scientific and Cultural Organization) – organizacja wyspecjalizowana Organizacji Narodów Zjednoczonych, której podstawowym celem jest wspieranie współpracy międzynarodowej w dziedzinie kultury, sztuki i nauki, a także wzbudzanie szacunku dla praw człowieka, bez względu na kolor skóry, status społeczny i religię.
Dziełem UNESCO są m.in. Konwencja w sprawie zwalczania dyskryminacji w dziedzinie oświaty. Konwencja o ochronie dóbr kultury w razie konfliktu zbrojnego. Konwencja w sprawie ochrony niematerialnego dziedzictwa kulturowego oraz Konwencja ramsarska o ochronie obszarów wodno-błotnych mających znaczenie międzynarodowe, zwłaszcza jako środowisko życiowe ptactwa wodnego.
Siedziba UNESCO mieści się przy place de Fontenoy 7/9 w 7. dzielnicy Paryża.
Program działalności UNESCO obejmuje dwa zasadnicze działy:
- działania na rzecz rozwoju nauki i kultury
- udzielanie pomocy materialnej, technicznej i kadrowej w organizowaniu oświaty.

## Historia

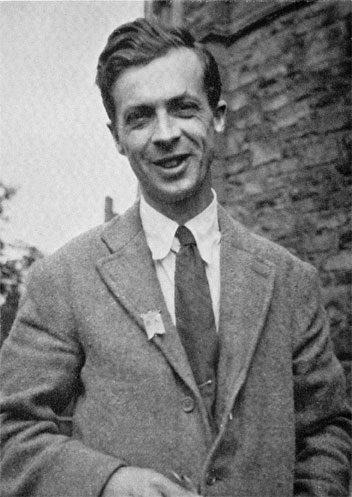
Pierwszy dyrektor generalny UNESCO, Julian Huxley (w latach 1946–1948)

Konstytucja UNESCO, która powołała do życia organizację, została podpisana 16 listopada 1945 w Londynie. Depozytariuszem jest rząd brytyjski, który posiada autentyczne teksty po angielsku i francusku.
Weszła w życie 4 listopada 1946. Polska została członkiem organizacji 6 listopada 1946 roku z chwilą złożenia w Londynie dokumentu akceptacyjnego. Pierwszym dyrektorem generalnym został Julian Huxley, biolog i pisarz. W wyniku starań Francji, w szczególności Léona Bluma, siedzibę UNESCO umiejscowiono w Paryżu. Organizacja miała wdrażać „solidarność intelektualną i moralną ludzkości”, aby zapobiec trzeciej wojnie światowej. Trudna sytuacja międzynarodowa (zimna wojna, dekolonizacja) oraz bardzo szeroki mandat wpłynęły negatywnie na efektywność organizacji. Niektóre państwa prowadziły też w łonie UNESCO kampanie „antyimperialistyczne”. Z tego względu w grudniu 1984 wycofały się z organizacji Stany Zjednoczone, a w rok później także Wielka Brytania, w wyniku czego utraciła ona trzecią część swego budżetu.
W wyniku przeprowadzonych reform, UNESCO powróciła do jednego ze swych podstawowych zadań, tj. promocji wolności słowa na świecie. W 1997 UNESCO przyznała po raz pierwszy światową nagrodę wolności prasy (World Press Freedom Prize); otrzymała ją chińska dziennikarka, Gao Yu. Także w 1997 Wielka Brytania powróciła na łono organizacji. W 2003 Stany Zjednoczone, doceniając przeprowadzone reformy w funkcjonowaniu struktur organizacji, porzuciły status obserwatora i ponownie zostały członkiem UNESCO.
W latach 2011–2018 UNESCO zrzeszało 196 państw. Od 1 stycznia 2019, po wystąpieniu Izraela i Stanów Zjednoczonych, zrzesza 193. Funkcję sekretarza generalnego Polskiego Komitetu ds. UNESCO sprawuje dr Alicja Jagielska-Burduk, a przewodniczącym jest prof. Michał Kleiber.